# 青柳牧太夫
青柳牧太夫（あおやぎ まきだゆう、天保9年（1838年） - 慶応4年1月6日（1868年1月30日））は、新選組隊士。勘定方。

## 略歴
武蔵国の江戸出身で、新選組には慶應元年4月（1865年5月）、江戸での隊士募集の際に加入。後番組に属して上洛する。『山崎丞 取調日記』によると148人中序列24位で、小荷駄方とされる。
慶應3年6月（1867年7月）の幕臣取り立てでは、平士として見廻組並御雇の格を受け、勘定方を務める。その後伍長、小荷駄方を歴任し、明治元年1月（1868年1月）の鳥羽・伏見の戦いで戦死する。享年31。